# StarCraft: Remastered
StarCraft: Remastered es una edición remasterizada del videojuego de estrategia en tiempo real StarCraft y su expansión Brood War de 1998, que se lanzó el 14 de agosto de 2017, 19 años después del original. Esta versión conserva la jugabilidad del juego original, pero con gráficos de ultra alta definición, tiene audio regrabado, y actualiza las funciones en línea de Blizzard. Este remastered se desarrolló durante un año e incluyó pruebas de jugadores profesionales de StarCraft.

## Jugabilidad

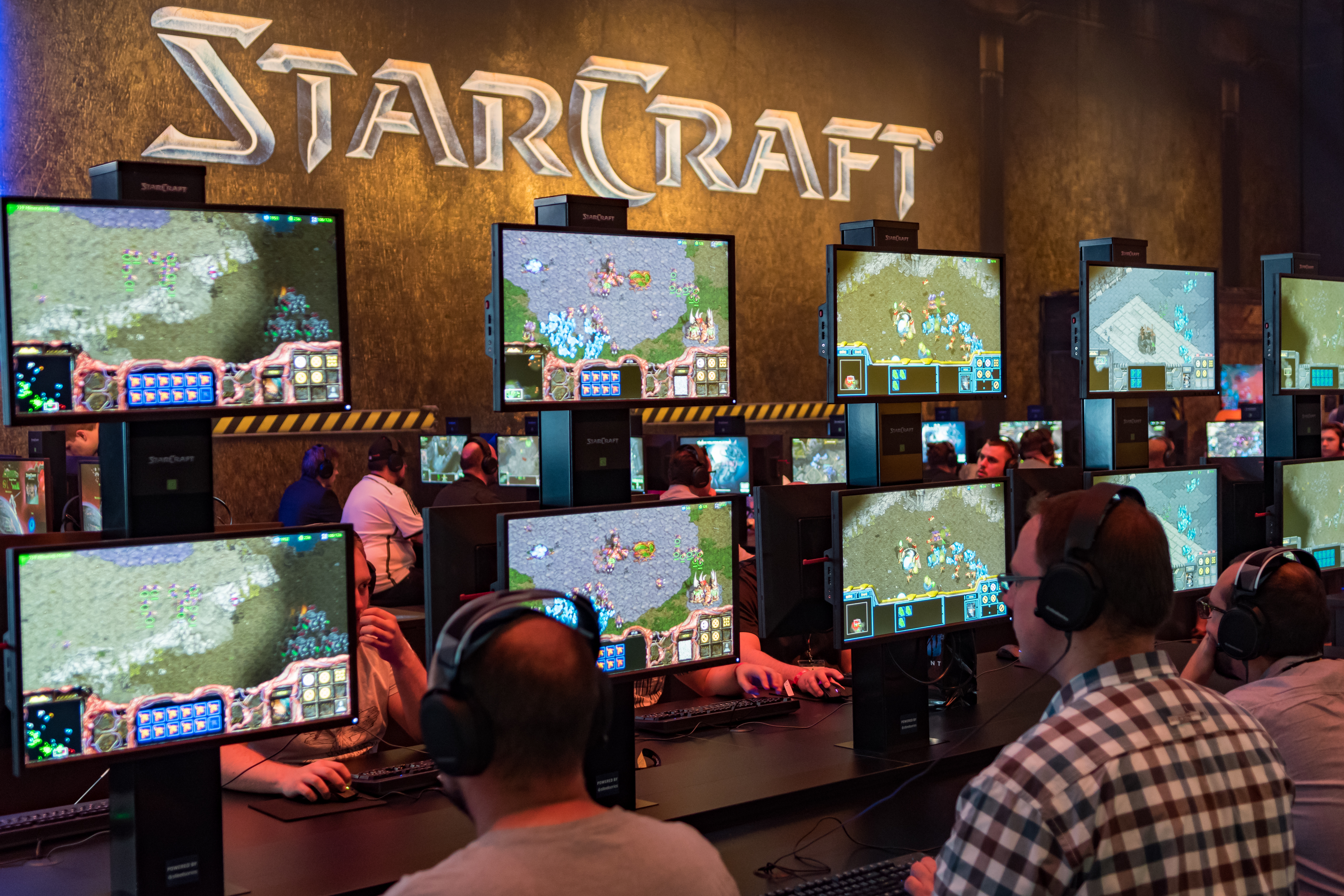
Demostración en el Gamescom 2017.

StarCraft: Remastered conserva la jugabilidad del original, pero actualiza sus gráficos y sonido. Sus gráficos remasterizados admiten una resolución de ultra alta definición de hasta 4K, y su banda sonora y efectos de sonido originales se volvieron a grabar. Sus características en línea se actualizan para ser compatibles con la moderna suite de Blizzard, incluida la mejora en la creación de partidas multijugador, la integración social con otro juegos de Blizzard y guardar las configuraciones en la nube de Blizzard, de modo que el progreso de las campañas, las repeticiones (replays), los mapas personalizados, y las combinaciones de teclas se sincronizan donde sea. Así el jugador pueden vincular sus cuentas en línea del juego original con las cuentas en línea modernas de Blizzard para continuar con sus estadísticas de partidas ganadas y perdidas en el remastered. Además, los jugadores pueden cambiar entre los gráficos originales y nuevos, y ver nuevas perspectivas ampliadas para que los jugadores aprecien el nuevo nivel de detalle del remasterizado. Fue traducido a 13 idiomas.

## Desarrollo
Blizzard desarrolló la versión remasterizada durante 12 meses. El artista original del juego regresó para ayudar con el desarrollo. Los jugadores profesionales de StarCraft, incluidos Flash, Bisu y Jaedong, dieron su opinión (retroalimentación) a la compañía durante varias pruebas de juego en Corea del Sur. El presidente de Blizzard anunció públicamente la remasterización a finales de marzo de 2017 en un evento de StarCraft en Seúl, Corea del Sur. También se anunció que más adelante esa semana, Blizzard haría que los juegos originales, StarCraft Antología, se descargaran sin cargo e incluiría una actualización con algunas de las funciones del remaster, incluyendo la capacidad de ejecutarse en computadoras modernas. El remaster se lanzó en macOS y Windows el 14 de agosto de 2017. El desarrollador dijo que su equipo de juegos clásicos, planea seguir apoyando a la comunidad después del lanzamiento del remaster, y buscará retroalimentación en ideas para integrar el chat de voz. Los jugadores que compren el título antes del lanzamiento recibieron opciones estéticas alternativas dentro del juego tanto en el remaster como en StarCraft II. Robert Bridenbecker y Pete Stilwell de Blizzard explicaron a Team Liquid que, en casi todos los aspectos que a los fanáticos de Brood War les interesa, StarCraft: Remastered será lo mismo que Brood War, ya que es el mismo cliente que alimenta cada versión.
Un ensayo por "Thieving Magpie" de Team Liquid explicó la diferencia entre el original y el remasterizado, afirmando que el motor de StarCraft generó un juego tan clásico debido a su incómodo compromiso entre un motor 2D plano y la perspectiva isométrica forzada que presenta al jugador. En las propias palabras de Patrick Wyatt: "Debido a que el proyecto siempre estuvo a dos meses del lanzamiento, era inconcebible que hubiera tiempo suficiente para rediseñar el motor del terreno para facilitar la búsqueda de rutas, por lo que el código de búsqueda de ruta solo tenía que estar hecho para trabajar. Para manejar todos los casos difíciles, el código de ruta explotó en una gigantesca máquina de estado que codificaba todo tipo de hacks especializados."

## Lanzamiento

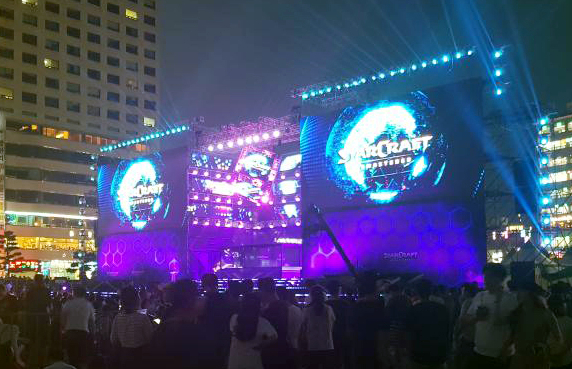
Evento de lanzamiento preliminar de Starcraft: Remastered en la playa Gwangalli en Busan.

StarCraft: Remastered tuvo un prelanzamiento del juego en Corea del Sur, donde el juego estaba disponible para jugar dos semanas antes en el PC bang que en los demás países. Blizzard También organizó un evento de lanzamiento en la playa Gwangalli en Busan el 30 de julio de 2017, al que asistieron miles de espectadores y más de 500.000 personas lo vieron en línea.
A este evento llamado iLove StarCraft fueron invitados los ex progamers Guillaume Patry (Grrrr...), Park Jung-suk (Reach), Lim Yo-hwan (BoxeR), Hong Jin Ho (YellOw), Lee Yoon Yeol (NaDa), y los actuales progamers Lee Jae Dong (Jaedong), Kim Taek Yong (Bisu), y Lee Young Ho (FlaSh). Quienes jugaron 9 partidas de exhibición para el público presente.
Tras el lanzamiento previo en Corea del Sur, el 14 y 15 de agosto de 2017 se llevó a cabo un evento de lanzamiento global en la sede de la plataforma de transmisión de video en vivo Twitch en San Francisco. El evento contó con jugadores profesionales retirados de StarCraft de fuera de Corea del Sur que participaron en un torneo de exhibición durante dos días. Fue conducido por las populares personalidades de StarCraft y StarCraft II, Sean Plott (Day [9]), Nick Plott (Tasteless), Dan Stemkoski (Artosis), y Geoff Robinson (iNcontroL), los dos últimos también compitieron en el torneo de exhibición.

## Post-lanzamiento

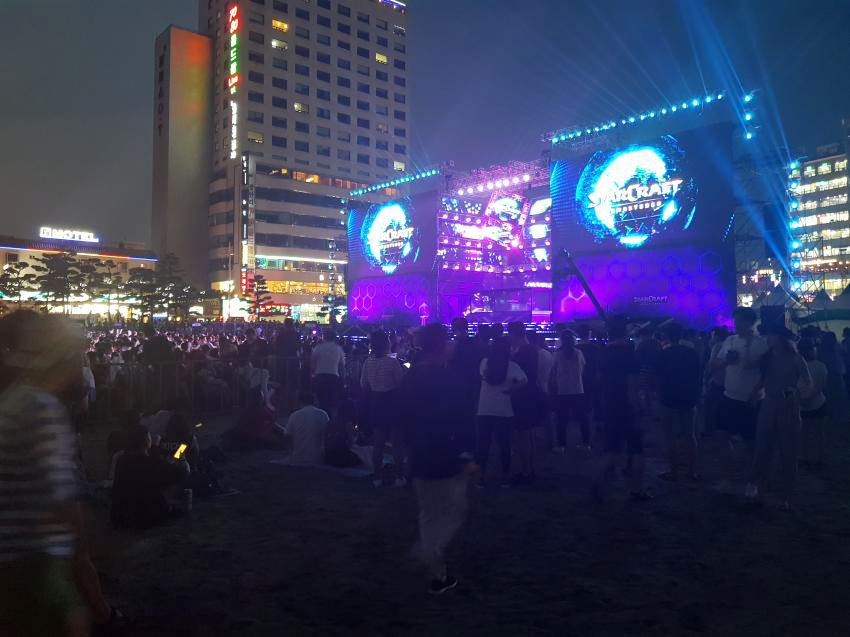
Evento de lanzamiento del juego

Tras el lanzamiento del juego, Blizzard anunció planes para un desarrollo continuo, incluida la mejora del 1v1 y el apoyo a la escena competitiva del juego. El 15 de junio de 2018, anunciaron el lanzamiento de Korea StarCraft League (KSL), una liga competitiva que se ejecutará junto con AfreecaTV StarCraft League (ASL) organizada por afreecaTV con dos temporadas planeadas para ese año. La liga comenzó a emitir partidos regulares a partir del 19 de julio de 2018, con la primera temporada de 2019 en la primera mitad de ese año.
El 19 de junio de 2018, Blizzard anunció que se implementaría un nuevo sistema de clasificación como parte del parche 1.22. Este sistema clasificó a los jugadores de F a S, este último representa el 1% de los mejores jugadores. Para acompañar las nuevas clasificaciones, los perfiles se actualizaron para incluir estadísticas seleccionadas para los jugadores y tienen bordes de sus retratos de perfil correspondientes a su clasificación. Las recompensas cosméticas adicionales para el juego clasificado fueron imágenes de perfil únicas para todos los jugadores clasificados como B, A o S. La actualización también incluyó mejoras generales para el 1v1 y un conjunto de mapas actualizado.
La primera monetización posterior al lanzamiento se produjo el 30 de abril de 2019 con la introducción de anunciadores de compra en el juego que reemplazaron a los anunciantes predeterminados con figuras populares de la comunidad. Blizzard trabajó inicialmente con tres populares lanzadores de StarCraft de Corea del Sur, Yong "Jeon" Jun, Kim Jung Min y Jae "Um" Kyung para crear un total de cuatro paquetes de anunciantes, uno para cada uno de ellos.
El 8 de junio de 2019, como parte de la gran final de la tercera temporada de la KSL, Blizzard anunció un paquete de revisión de gráficos para el juego de Carbot Animations, los productores de varias animaciones de parodia relacionadas con Blizzard, que incluyen su primera y más larga duración. Uno, la serie StarCrafts. Como una revisión gráfica, su efecto se aplica a todos los modos de juego y menús en StarCraft: Remastered. Fue lanzado el 10 de julio de 2019 como StarCraft: Cartooned junto a un paquete de presentadores con el youtuber surcoreano y el presentador de televisión infantil Hyejin "Hey Jini" Kang.

## Recepción
Después de reanudar las actualizaciones para el StarCraft original y su expansión, Brood War, los juegos y las tiendas de tecnología elogiaron el compromiso de Blizzard con sus juegos más antiguos. El anuncio del juego original que se convirtió en gratuito y un remaster en desarrollo también se reunió con la especulación de otros remasters potenciales provenientes de Blizzard.
StarCraft: Remastered recibió críticas favorables tras su lanzamiento, y los críticos elogiaron sus mejoras visuales y su compromiso con el juego original. En Metacritic, actualmente tiene un puntaje promedio de 85 sobre 100 basado en 30 críticas, lo que indica "revisiones generalmente favorables". Tyler Wilde de PCGamer elogió la exitosa modernización del juego y declaró que, a pesar de las quejas menores, "Este es un proyecto para los fanáticos de StarCraft que les sirve si gastan $ 15 o no, y no hace concesiones". En una revisión positiva, TJ Hafer de IGN elogió la fidelidad del juego al original y concluyó: "StarCraft Remastered hace el juego original funcione tan bien como lo recuerdas y se vea tan bien como recuerdas".
Algunos revisores discreparon con el juego sin cambios de StarCraft: Remastered y expresaron su preocupación de que no sería amigable para los nuevos jugadores. En una revisión general positiva, Silviu Stahie de Softpedia se preguntó si la decisión de dejar intacta la jugabilidad del original dañaría el atractivo del título y declaró: "[...] la nueva generación podría no apreciarlo". Preocupaciones similares fueron compartidas por Viktor Eriksson de M3, quien sintió que el remaster era innecesario, sin cambios en el juego y muy pocos cambios en general.

## Resumen de mejoras
Las diferencias que incluye esta entrega y su expansión, respecto a su versión original son:
- Texturizado de mapas, edificios y unidades a mayor escala para admitir pantallas widescreen y 4K, además de recoloración.
- Regrabación de efectos de sonido y banda sonora original.
- La interfaz fue codificada a UTF-8.
- Soporte con Windows 7, 8.1 y 10. En Mac, requiere su versión 10.11.
- En multijugador, se eliminó las opciones antiguas a favor de las funciones en línea de Blizzard para soportar las funciones en línea modernas.
- Interacción social con otros juegos de Blizzard.
- Traducido en 13 idiomas.